# Tour de Guyane 2015
Le Tour de Guyane 2015 est la 26e édition du Tour de Guyane.  Il s'est élancé le 15 août 2015 de Rémire-Montjoly et s'est achevé le 23 août 2015 sur la Place des Palmistes à Cayenne.

## Étapes
L'édition 2015 du Tour de Guyane comporte neuf étapes dont deux contre-la-montre .
| Étape     | Date         | Villes étapes                           |                           | Distance (km) | Vainqueur d’étape                                           | Leader du classement général |
| --------- | ------------ | --------------------------------------- | ------------------------- | ------------- | ----------------------------------------------------------- | ---------------------------- |
| 1re étape | sam. 15 août | Rémire-Montjoly –Rémire-Montjoly        | Étape de plaine           | 143           | Luis Sablon                                                 | Luis Sablon                  |
| 2e étape  | dim. 16 août | Cayenne – Roura                         | Étape de moyenne montagne | 122           | Rutger Roelandts (1ère partie) - Boris Carene (2ème partie) | Boris Carene                 |
| 3e étape  | lun. 17 août | Matoury – Kourou – Sinnamary            | Étape de plaine           | 118,8         | Kévin Francillete                                           | Boris Carene                 |
| 4e étape  | mar. 18 août | Sinnamary – Saint-Laurent-du-Maroni     | Étape de plaine           | 151           | Mickaël Laurent                                             | Boris Carene                 |
| 5e étape  | mer. 19 août | Mana – Apatou                           | Étape de moyenne montagne | 157           | Hervé Arcade                                                | Boris Carene                 |
| 6e étape  | jeu. 20 août | Saint-Laurent-du-Maroni – Iracoubo      | Étape de moyenne montagne | 113,2         | Martin Bauer (1ère partie) - Boris Carene (2ème partie)     | Boris Carene                 |
| 7e étape  | ven. 21 août | Sinnamary – Cayenne                     | Étape de plaine           | 142           | Sam Van De Mieroop                                          | Boris Carene                 |
| 8e étape  | sam. 22 août | Kourou (CSG) – Macouria                 | Étape de plaine           | 138           | Björn Schroeder                                             | Boris Carene                 |
| 9e étape  | dim. 23 août | Cayenne - Cayenne (Place des Palmistes) | Étape de plaine           | 140,9         | Kévin Francillete                                           | Boris Carene                 |